# Лисовски, Мишель Адам
Мише́ль Ада́м Лисо́вски (англ. Michel Adam Lisowski; род. 16 апреля 1950, Варшава) — основатель, единственный владелец и президент международного телеканала «FashionTV».

## Биография
Мишель Адам Лисовски родился в Польше в еврейской семье высокопоставленного дипломата, его отец представлял польское правительство в Международном агентстве по атомной энергии (МАГАТЭ). В 1958 году вся семья переехала в Вену (Австрия), там Мишель Адам и провел детство. Образование он получил в США — по окончании школы ему была выдана престижная математическая стипендия в Принстонском университете.
Впоследствии Мишель Адам создал успешный текстильный бизнес в Таиланде — называвшийся «Eden Group». К середине 1990-х концерн насчитывал более 4000 рабочих. Когда Восточноазиатский финансовый кризис достиг Таиланда, Мишель Адам продал его.
Идея телеканала пришла к нему во время работы в Париже. Сначала он инвестировал в разнообразные проекты по недвижимости, одним из которых оказалось Café Fashion — в котором впервые прошли показы мод известных дизайнеров, во время которых транслировались видеоролики посвященные моде.
Это и был первый прототип телеканала FashionTV. Именно тогда цифровое телевидение начало появляться в потребительских кругах, а Мишель Адам заметил потребность общества в гламурных видеопрограммах и стал первопроходцем создав первый независимый телеканал посвященный моде. FashionTV очень быстро завоевал свою популярность среди кабельных и спутниковых операторов. В настоящее время 500 млн зрителей в 193 странах мира смотрят программы FashionTV о новейших тенденциях в мире моды и красоты — 24 часа в сутки, 7 дней в неделю. В 2010 году канал был включен в листинг Франкфуртской фондовой биржи.

## Личная жизнь
- Жена — Мария Могзолова (род. 6 сентября 1987 года), модель и балерина. Родилась в семье Кима и Елены Могзоловых. С 9 лет занималась в балетной студии при Большом Театре. В 15 лет по специальной стипендии обучалась в Европейской балетной консерватории в Вене. После учёбы занялась модельной карьерой в Италии. В 2011 году выиграла конкурс Miss FTV. Замужем за Мишелем Адам с 18 марта 2011 года. Свадьба прошла в Барселоне на яхте «FashionTV» «Чёрный бриллиант». В том же году семья отпраздновала рождение дочери, которую решено было назвать Афиной[6][7][8].